# Болдурешть
Болдурешть (рум. Boldurești) — село у Ніспоренському районі Молдови. Адміністративний центр однойменної комуни, до складу якої також входять села Бекшень та Кілішоая.

## Населення
За даними перепису населення 2004 року у селі проживали 3350 осіб.
Національний склад населення села:
| Національність       | Кількість осіб | Відсоток   |
| -------------------- | -------------- | ---------- |
| молдавани румуни     | 3252 26        | 97,1% 0,8% |
| цигани               | 48             | 1,4%       |
| українці             | 13             | 0,4%       |
| росіяни              | 9              | 0,3%       |
| гагаузи              | 1              | < 0,1%     |
| інша / без відповіді | 1              | < 0,1%     |
| Всього               | 3350           | 100%       |

## Історія
Під час Другої світової війни тут розташовувався передова авіабаза головної бази військового аеродрому Бєльц у Сінгуренах 55-ІАП.